# Asellia patrizii
Asellia patrizii é uma espécie de morcego da família Hipposideridae. Pode ser encontrada na Etiópia, Eritréia e Arábia Saudita.